# Siège de Saint-Pierre-le-Moûtier
Guerre de Cent Ans
Batailles
Le siège de Saint-Pierre-le-Moûtier (Nièvre) fut conduit à l'automne 1429 par Jeanne d'Arc. 

## Déroulement du siège
Jeanne d'Arc, pour le compte de Charles VII, décida de prendre les dernières places fortes bourguignonnes près de la Loire. Ayant rassemblé des troupes à Bourges, elle partit assiéger la ville de Saint-Pierre-le-Moûtier. La ville était cependant bien fortifiée et entourée d'un large fossé. Jeanne d'Arc fut repoussée après un premier assaut infructueux, rapporte son compagnon d'armes Jean d'Aulon. Jeanne ne renonça pas et renouvela plusieurs assauts jusqu'à ce que la ville capitulât. Jeanne fut alors anoblie par Charles VII.

## Lieu de mémoire
Une statue fut plus tard érigée dans la ville en l'honneur de Jeanne d'Arc le 24 août 1902.